# Flowblade
Flowblade est un logiciel libre et open source, sous licence GPL, d'édition et de montage vidéo non-linéaire pour Linux. Il est développé en langage Python.
Il utilise notamment le framework MLT, ainsi que la bibliothèque de traitement numérique G'MIC. Il supporte également les plugins d'effet au format Frei0r (en) et LADSPA, ainsi que tous les formats vidéos gérés par FFmpeg et libav.
Certains le voient comme un frontend à MLT et ffmpeg, il permet différents effets audio et vidéo.
Depuis la version 2.4, sortie en décembre 2019, il permet d'exporter la partie audio au format Ardour. Cela permet, une fois la synchronisation son et image effectuée, de dédier le développement de la partie audio à un spécialiste sur une application dédiée et spécialisée dans l'audio multipiste. Il a également été porté de Python 2 à Python 3.